# Jozef Rosinský
Jozef Rosinský (5. prosince 1897 Bánovce nad Bebravou – 12. listopadu 1973 Nitra) byl slovenský varhaník, sbormistr a hudební skladatel.

## Život
Zájem o hudbu a hudební nadání projevoval od raného dětství. Dokonce si sám vyrobil housle. Zpíval v kostele a hrál i divadlo. V roce 1912 odešel studovat na gymnázium do Turína v Itálii. V době studia na gymnáziu byl sborovým předzpěvákem. Ve studiu hudby pokračoval na konzervatoři v Ivrei a v Nice. Vzdělání završil v Římě studiem kompozice a hry na varhany. Stal se profesorem hudby na Teologické fakultě v Cagliari, ale v roce 1920 se vrátil do Říma. Řídil symfonický orchestr a působil jako sbormistr a druhý varhaník v bazilice Božského Srdce na Via Marsalia. V roce 1924 byl oficiálně požádán, aby se vrátil na Slovensko, neboť po vzniku Československé republiky chyběli na Slovensku pedagogové i hudební umělci.
Rosinský žádosti vyhověl a v roce 1925 se stal profesorem hudby, dirigentem a kantorem v salesiánském semináři v Šaštíně. V letech 1926–1945 učil na Učitelské akademii v Nitře. Byl pedagogem na Vysoké škole teologické i na nitranském gymnáziu. Od roku 1950 až do své smrti byl regenschorim v katedrále sv. Jimrama. Zemřel 12. listopadu 1973 a je pochován na městském hřbitově v Nitře.

## Dílo (výběr)
Jozef Rosinský byl velmi plodným skladatelem. Zkomponoval celkem 811 číslovaných skladeb, z toho 542 pro chrámové potřeby. Je autorem jedenácti oper a jedné dětské zpěvohry. Své zkušenosti varhaníka shrnula ve dvoudílné učebnici Praktický organista.

### Opery
- Mataj (1931, premiéra v SND 1933)
- Matúš Čák Trenčiansky (1934, premiéra v SND 1936)
- Čalmak (1938, premiéra v SND 1940)

### Operety
- Šamorínski komedianti
- Kolíska
- Vyhnanec

### Orchestrální skladby
- Intermezzo symfonico
- Nitra (symfonická poéma)
- Slovenská suita
- Tatranská suita
- Nitrianska skica

### Kantáty
- Carmen jubilare
- Oravská priehrada
- Kantáta nad modrým morom

### Komorní skladby
- Pri zoborskej studienke (smyčcové trio)
- Zvonkový „Valzer languido“ pro saxofón a klavír
- Trenčianske zvony
- Akordeónová sonáta
- Slovenská suita pre klavír

### Chrámové skladby
- Missa pastoralis
- Prvá slovenská omša
- Slovenská vianočná omša
- Cantibus organis
- Cantate Domino
- Cantica varia cum organo
- Anthologia Liturgica